# Fubb-Kulltjärnarna
Fubb-Kulltjärnarna är en sjö i Rättviks kommun i Dalarna och ingår i Dalälvens huvudavrinningsområde.